# 須山朱里
須山 朱里（すやま あかり、1996年11月26日 - ）は、日本の俳優。山口県出身。フリーランス。

## 略歴
2018年4月よりジャストプロに所属、2019年6月30日を以てジャストプロを退所。フリーランスで活動したのち、株式会社エコーズに所属していた（2021年3月 - 12月）。

## 人物
- 愛称はあかりん。
- 趣味はポケカ、映画鑑賞。
- 特技はポケカ、縄跳び。
- 好きなアーティストはコブクロ。
- 花梨と共にあっかりんを結成。YouTubeチャンネルを開設。
- BOOTHにてオリジナルグッズを販売。

## 出演

### 舞台
2018年
- アリスインプロジェクト「ダンスライン♪TOKYO」（2018年5月9日 - 13日、六行会ホール） - 片岡観音子 役
- Air studio「六畳一間で愛してる」B班（2018年5月30日 - 6月4日、両国・Air studio） - 田島美香 役
- アリスインプロジェクト「降臨Hearts」月組（2018年7月11日 - 16日、新宿村LIVE） - 勝海舟 役
- アリスインプロジェクト「アリスインデッドリースクール楽園」（2018年8月10日 - 19日、池袋・シアターKASSAI）- 日替わりゲスト 竹内珠子 役
- アリスインプロジェクト「ともだちインプット」（2018年11月7日 - 18日、池袋・シアターKASSAI）- フユ 役
- アリスインプロジェクト「アドリブ心理劇 ドナー・イレブン」（2018年12月21日 - 30日、池袋・シアターKASSAI） - 桃原牡丹 役

2019年
- 蜂巣和紀単独コントイベント『蜂巣祭〜2019春の陣〜』「バンブーガール」（2019年4月27日 - 29日、ステージカフェ下北沢亭） - スーホ 役
- 蜂巣和紀単独コントイベント『蜂巣祭〜2019夏の陣〜』「チューバッカ王国の花嫁道チュー」（2019年7月26日 - 28日、ステージカフェ下北沢亭）
- 蜂巣和紀単独コントイベント『蜂巣祭～2019秋の陣〜』「テッペン越えのサンドリヨン」（2019年10月18日 - 20日、ステージカフェ下北沢亭） - セバスチャン 役
- 放課後ビアタイム×img「文化祭スクランブル」Aチーム（2019年12月18日 - 23日、池袋・シアターグリーンBIG TREE THEATER） - ソワレ 役

2020年
- 蜂巣和紀単独コントイベント『蜂巣祭〜2020冬の陣〜』「毒林檎姫」（2020年1月10日 - 12日、ステージカフェ下北沢亭） - シニカケ 役
- teamWORLD「BLUE DESTINY ep:Isarika -審判ノ糧-」（2020年03月27日 - 30日、池袋・シアターグリーン BOX in BOX THEATER） - ルザ 役
- SHOWMAN'S×フォーエスエンタテインメント「ときめきステーショナリーズ〜かくかくしかじか大作戦!〜」（2020年7月10日 - 11日、新宿角座） - 紙寄辞 役
- 劇団皇帝ケチャップ「春に思い出す、夏の君はもう遠く」春チーム（2020年9月9日 - 13日、池袋・シアターKASSAI） - 烏山藍琉 役
- 合同会社ものづくり計画「Peace of Clan〜七星のシンフォニア〜」Bチーム（2020年10月17日 - 25日、築地本願寺ブディストホール） - 館林優 役
- 劇団6番シード「ザ・ボイスアクター2020〜アニメーション&オンライン〜」オンライン編（2020年11月20日 - 29日、池袋・シアターKASSAI） - 鮎川つむじ 役

2021年
- 蜂巣和紀単独コントイベント『蜂巣祭～2021冬の陣～』「ピータンの大冒険」（2021年1月15日 - 17日、ステージカフェ下北沢亭） - スカリー 役
- girls feather「サンサーラ式葬送入門 普賢篇」Bチーム（2021年2月5日 - 14日、池袋・シアターKASSAI） - ニケ 役
- ガチャ×2企画「こんなストーリーってありですか?」（2021年3月12日 - 14日、赤坂CHANCEシアター）
- 「菅井ゼミ休講のお知らせ」C組（2021年4月2日 - 11日、新宿スターフィールド） - 燈山 役
- 東出有貴プロデュース「僕達はまだ終わりを知らない」（2021年5月1日 - 4日、中目黒キンケロシアター） - 望 役
- 蜂巣和紀単独コントイベント『蜂巣祭〜2021春の陣〜』「魔法少女はじめました」（2021年5月14日 - 16日、ステージカフェ下北沢亭） - 先輩魔女/ハ〇マイオニ〇 2役
- マルガリータ企画『PIZZA大戦争』〜3ピース目〜「PIZZA大戦争」（2021年6月23日 - 27日、新宿シアター・ミラクル） - 墨田舞花 役
- ガチャx2企画「こんなストーリーってありですか?Part2」（2021年8月6日 - 8日、赤坂CHANCEシアター） - 朱里 役
- AIPプロデュース『リーディングガールズ』（2021年9月23日 - 26日、新三河島・キーノートシアター）
  - 「月の光」 - キママ 役
  - 「メモリーレコード」 - 百瀬笑美 役

- 蜂巣和紀単独コントイベント『蜂巣祭〜2021夏の陣〜』「テッペン越えのサンドリヨン」（2021年10月8日 - 10日、ステージカフェ下北沢亭） - ボブ 役
- 蜂巣和紀単独コントイベント『蜂巣祭〜2021秋の陣〜』「バンブーガール」（2021年11月12日 - 14日、ステージカフェ下北沢亭） - スーホ 役

2022年
- ILLUMINUS「星の少年と月の姫」（2022年1月12日 - 16日、池袋・シアターKASSAI） - 観測者/部長 役
- 蜂巣和紀単独コント公演『蜂巣祭〜2022春の陣〜』「快便戦隊うんこマン」（2022年4月22日 - 24日、ステージカフェ下北沢亭） - 音姫 役
- W.kojoh「＝BOX」（2022年7月15日 - 16日、ラゾーナ川崎プラザソル） - 青山海蘭 役
- OG-3works「斬/大江戸闇婦始末記」（2022年9月29日 - 10月3日、池袋・シアターKASSAI） - 深川姫竜 役
- Fockers「サブスクリプション」（2022年11月9日 - 13日、新宿シアターミラクル） - 愛 役
- Studio K'z「スーパーマンガ大戦MAX」（2022年12月14日 - 18日、池袋・シアターKASSAI） - アイリーン 役

2023年
- feather stage「ゼロヨンヨンの終電車2023」（2023年1月25日 - 29日、池袋・シアターKASSAI） - 横山瑞葉 役
- Studio K'z「15少女漂流記2023」（2023年3月1日 - 5日、池袋・シアターKASSAI） - 大島直美 役
- feather stage「テンリロ☆インディアン」（2023年4月26日 - 30日、池袋・シアターKASSAI） - 栗林桃子 役
- feather stage「通勤急行大爆破～Mind the GAP～」（2023年5月24日 - 28日、池袋・シアターKASSAI） - 中井梓 役
- 朗読劇「異世界転生したら大恐竜時代でオワタ。～氷河期で奮闘編～」（2023年6月29日 - 7月1日、コフレリオ新宿シアター） - タルボっぴ 役
- Studio K'z「正典・まなつの銀河に雪のふるほし」（2023年9月13日 - 18日、池袋・シアターKASSAI） - 卯花めぐる 役

2024年
- SPIRAL CHARIOTS「CROWDED CHAOS FANTASY TURBO」Bチーム（2024年2月2日 - 12日、下北沢・「劇」小劇場） - エミリバンス・ガズルケン・コールマリス 役
- Studio K'z×アリスインプロジェクト「魔銃ドナー Testament」（2024年3月27日 - 31日、築地・ブディストホール） - 遠野ゆうき 役

### ネット配信
- アリスインプロジェクト『オンライン学園バラエティ「アイガク! LIVE」[54][55]』（2020年5月9日 - 7月12日、Youtube、ニコニコ生放送）
- アリスインプロジェクト『オンライン心理バトル「ドナーイレブン」リモートコンサルテーション[54][56]』（2020年7月23日 - 24日、Youtube、ZAIKO） - MC
- アリスインプロジェクト『アイガク夏フェス・オンライン』（2020年8月7日 - 16日、ZAIKO）[57]
  - 「アイガク・バトラーズ」（2020年8月7日 - 16日）
  - 「アイガク・ライブ」（2020年8月8日 - 14日）
  - 「アイガク・トーク」（2020年8月16日） - MC
  - 「アイガク・人狼（降臨ハーツVer）」（2020年8月8日 - 14日）
  - 「アイガク・ワークショップ」（2020年8月9日 - 15日）
- アリスインプロジェクト『ドナーイレブン&秋フェスオンライン』（2020年10月1日 - 11日、ZAIKO）[58]
  - 「アイガク・バトラーズ」（2020年10月2日、10日） - MC
  - 「ドナーイレブン」（2020年10月2日 - 9日） - MC
  - 「舞台上映&キャストトーク」（2020年10月3日 - 9日） - MC
  - 「ワークショップ生配信」（2020年10月8日）
  - 「アイガク・ライブ」（2020年10月10日） - MC
- きのこxガチャx2企画「それぞれの青色」（2020年10月17日 - 11月9日、Youtube）
- 蜂巣祭「オンライン蜂巣祭～霜月の陣～」（2020年11月1日、Twitcasting）
- モノガタリエンタテイメント「配信朗読劇『ヘッド本。ふゆ』」（2020年12月12日 - 19日、vimeo）
- アリスインプロジェクト『アイガク! 冬フェス・オンライン』（2020年12月18日 - 30日、ZAIKO）[59]
  - 「アイガク・バトラーズ」（2020年12月18日 - 30日）
  - 「アイガク・ライブ」（2020年12月20日 - 27日） - MC
  - 「アイガク・人狼（降臨ハーツVer）」オンライン人狼（2020年12月29日）
- アリスインプロジェクト『アイガク2021&デッドリー永遠フェス』（2021年2月26日 - 3月21日、ZAIKO）[60]
  - 「デッドリー永遠・大百科」（2021年2月27日）
  - 「アイガク・バトラーズ」（2021年3月19日） - MC
- アリスインプロジェクト『アイガク! バトラーズ&ストーリーズ』「アイガク・ストーリーズ」（2021年5月22日 - 23日、ZAIKO）[61]
  - 「メモリーレコード」（2021年5月22日） - 百瀬笑美 役
  - 「なごり雪」（2021年5月23日） - 長谷川蒼葉 役
- アリスインプロジェクト『アイガク! 夏フェス・オンライン2021』「アイガク・バトラーズ」（2021年7月30日 - 31日、ZAIKO） - MC[62]
- IKURA PRODUCE「Timing!!」Aチーム（2022年6月22日 - 26日、zoom） - 美鈴 役[63]

### イベント
- 蜂巣和紀単独コントイベント『蜂巣祭〜2019晩春の陣〜』「バンブーガール」上映会（2019年5月12日、ステージカフェ下北沢亭）
- 蜂巣和紀単独コントイベント『蜂巣祭〜2019歳末の陣〜』（赤坂CHANCEシアター）
  - 「チューバッカ王国の花嫁道チュー」上映会（2019年12月29日）
  - 「テッペン越えのサンドリヨン」上映会（2019年12月30日）
- レインボープロダクション 『虹宴～Vol.8～』（2020年08月）
- END es PRODUCE 即興劇イベント『リベルテ Vol.14』（2020年12月）
- あっかりん『生誕&メリクリパーティ』[64]（2020年12月）
- Studio K'z「劇場版演劇バラエティ『アイガク』秋晴シリーズ」（秋葉原・BECK akiba）
  - 「アイガク・ライブ」（2021年10月1日 - 2日） - MC
  - 「アイガク・バトラーズ」（2021年10月29日 - 31日）